# Sinfonia n. 1 (Mahler)
La Sinfonia n. 1 in Re maggiore di Gustav Mahler, fu composta in un lungo arco di tempo tra il 1888 ed il 1894, quando il lavoro di direttore d'orchestra lasciava poco tempo a Mahler per la composizione, ed ebbe diverse revisioni perché il compositore rimase a lungo indeciso se dare al lavoro la forma di poema sinfonico o di sinfonia. Al giorno d'oggi, questo lavoro compositivo mahleriano convenzionalmente è noto come sinfonia, sebbene in realtà possieda tutte le caratteristiche strutturali ed espressive di un poema sinfonico, ed è conosciuto anche come Il Titano, sottotitolo con cui venne presentata ad Amburgo nel 1893.

## Revisioni
La prima esecuzione della prima versione avvenne a Budapest il 20 novembre 1889, quando Mahler era direttore del Teatro dell'Opera di Budapest, e fu presentata come poema sinfonico in cinque movimenti intitolato Symphonische Dichtung in zwei Teilen (Poema Sinfonico in due parti). L'accoglienza del pubblico ungherese non fu molto calorosa ed il compositore decise di apportare delle modifiche che chiarissero meglio il significato del lavoro.
Nelle successive esecuzioni ad Amburgo (1893) e Weimar (1894), la composizione fu intitolata Titan. Eine Tondichtung in Symphonie-form (Il Titano. Poema sinfonico in forma di sinfonia).
Per la versione di Amburgo Mahler decise di aggiungere alla composizione il titolo di Titano (si suppose ispirato a Der Titan romanzo di Jean Paul, supposizione smentita da una lettera di Natalie Bauer-Lechner), un programma dettagliato per descrivere in modo più chiaro i movimenti ed i titoli per le due parti:
- Aus den Tagen der Jugend - Blumen-, Frucht- und Dornstücke (Dai giorni della giovinezza - Fiori, frutti e spine)
  - I Frühling und kein Ende (Primavera senza fine) (Sonata d'Aurora).
  - II Blumine
  - III Mit vollen Segeln (A vele spiegate) (Galassia).
- Commedia Humana
  - IV Gestrandet! Ein Todtenmarsch in "Callots Manier" (Arenato! Una marcia funebre alla maniera di Callot) (Marcia di Soldato).
  - V Dall'Inferno al Paradiso (Sonata di Tramonto).

Dopo altre revisioni, Mahler decise di eliminare il titolo dell'opera, i titoli che descrivevano i movimenti, ed il secondo movimento originale, l'Andante, intitolato Blumine. 
La prima esecuzione di questa ultima revisione della composizione - una Sinfonia in Re maggiore in quattro movimenti, senza numero - avvenne a Berlino nel 1896, per una durata complessiva di circa 55 minuti.
Il titolo definitivo di Sinfonia n. 1 apparve in occasione della prima edizione a stampa del 1899.

## Analisi
Sebbene la composizione sia nella sua forma definitiva una "classica" sinfonia in quattro tempi senza programma, le numerose versioni esistenti ed il contenuto musicale testimoniano che la sua ispirazione trae origine dal ciclo liederistico Lieder eines fahrenden Gesellen del 1884, i cui temi alimentano la sinfonia.
Il primo movimento si apre con una introduzione lenta Langsam caratterizzata da una sonorità misteriosa che allude alla Natura che si risveglia: Wie ein Naturlaut (Come un suono di natura).“La musica di Mahler sembra rivelare qualcosa di un mondo
“altro”, evocando una condizione statica, sospesa, fuori dal tempo,
non ancora segnata dalla soggettività, e individuando uno spazio
acustico aperto in molteplici direzioni, dove le immagini che
prendono forma sul lunghissimo pedale di la appaiono frammentarie,
liberamente dispersive e sembrano provenire da diverse parti”.
(Petazzi) Il richiamo alla natura ed ai suoi suoni prosegue anche nell'avvio della esposizione Im Anfang sehr gemächlich - Immer sehr gemächlich (All'inizio molto tranquillo - Sempre molto tranquillo). Il tema principale proviene dai Lieder eines fahrenden Gesellen. L'intero movimento rispetta abbastanza fedelmente le regole della forma sonata classica.

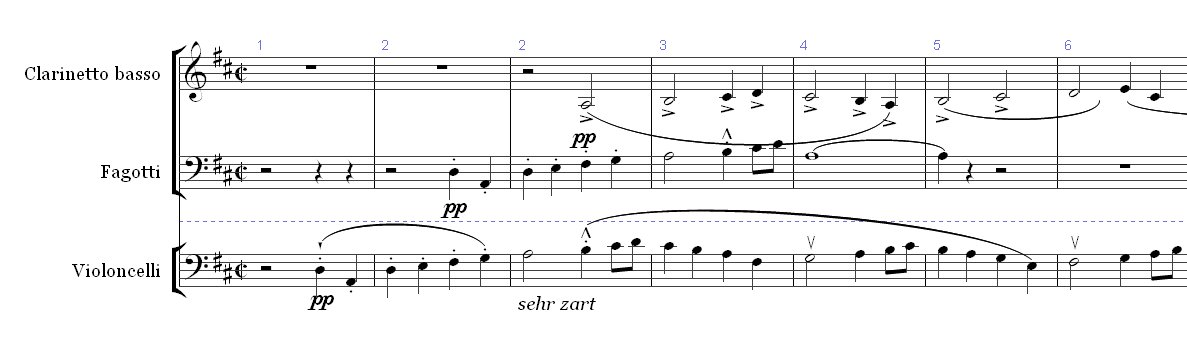
Primo movimento: Esposizione in re maggiore - tema principale ai violoncelli e poi ai fagotti

Originariamente seguiva l'Andante Blumine, omesso nella versione definitiva, un delicato e penetrante Lied in forma tripartita, che pressappoco segue lo schema di un'arietta a tre sezioni, di sviluppo non particolarmente elaborato, ma ornamentata da un fluente controcanto degli archi che fungono da accompagnamento alla linea melodica principale intonata dalla tromba solista in mezzopiano. Melodia e controcanto oscillano in microscopici e languidi momenti di timidezza espressiva, senza preoccuparsi di ulteriori elaborazioni tematiche, per poi spegnersi lentamente su di un lungo pianissimo in decrescendo, costituito da un'unica nota tenuta del registro acuto dei primi violini. Ultimamente la sinfonia viene sempre più spesso eseguita includendo questo movimento.
Il secondo movimento vero e proprio, Kräftig bewegt, doch nicht zu schnell (Vigorosamente mosso, ma non troppo presto) è uno scherzo.
Il terzo movimento Feierlich und gemessen, ohne zu schleppen (Solenne e misurato, senza trascinare) è sicuramente il più conosciuto e originale fra i quattro della sinfonia. Si presenta come una grottesca parodia di una marcia funebre, una marcia nella forma di un canone avviata da un contrabbasso solo sul tema in tonalità minore di Fra Martino. Nelle versioni precedenti il movimento era descritto come una marcia funebre alla maniera di Callot, che allude a Il funerale del cacciatore, fiaba molto nota fra i fanciulli dell'Impero Austroungarico della fine dell'Ottocento che narra del corteo funebre di un cacciatore al quale partecipano gli animali della foresta.
È iniziato da un solo di timpani e proseguita un contrabbasso solo, che ripropone una spettrale parodia della canzone popolare per bambini Fra Martino, nella forma di un canone ed in tonalità minore. Un cenno a ritornello sembra essere tratto anche dal canto popolare abruzzese Scura maje ("Lamento di una vedova di Scanno").

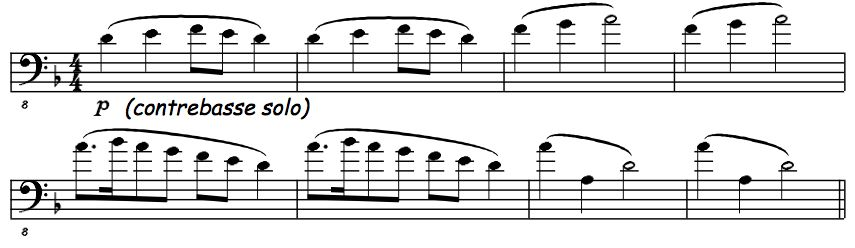
Terzo movimento: Tema di 8 battute Fra Martino al contrabbasso

Il quarto movimento Stürmisch bewegt - Energisch (Tempestosamente agitato) rompe bruscamente il clima creato dal movimento precedente con una introduzione violenta e drammatica, condotta da ottoni e percussioni in fortissimo, che conduce alla parte seguente, caratterizzata da un tema minaccioso e bellicoso, già accennato verso la fine del primo movimento, contrapposto ad alcuni brevi episodi più calmi ed eterei e alla ripresa del tema del Langsam introduttivo e di altri frammenti del primo movimento. Verso la metà del movimento viene introdotto un tema eroico e marziale che conduce alla tonalità di impianto della sinfonia, ovvero re maggiore. Lo stesso tema caratterizza il finale del movimento che si conclude in un'atmosfera di tripudio energico e trionfale.

## Discografia
- London Symphony Orchestra, Sir Georg Solti, Decca, 1964
- New York Philharmonic Orchestra, Leonard Bernstein, Sony, 1966
- Chicago Symphony Orchestra, Carlo Maria Giulini, EMI, 1971
- Wiener Philharmoniker, Leonard Bernstein, Deutsche Grammophon, 1974 (registrazione live, anche video)
- London Philharmonic Orchestra, Klaus Tennstedt, EMI, 1977
- Chicago Symphony Orchestra, Sir Georg Solti, Decca, 1983
- Philharmonia Orchestra, Giuseppe Sinopoli, Deutsche Grammophon, 1990
- Tonhalle Orchestra Zurich, David Zinman, RCA Red Seal, 2007
- New York Philharmonic Orchestra, Bruno Walter, CBS, 1954
- Columbia Symphony Orchestra, Bruno Walter, CBS, 1963
- Symphonieorchester des Bayerischen Rundfunks, Rafael Kubelik, Deutsche Grammophon, 1967